# Chaetosphaeria novae-zelandiae
Chaetosphaeria novae-zelandiae är en svampart som beskrevs av S. Hughes & Shoemaker 1965. Chaetosphaeria novae-zelandiae ingår i släktet Chaetosphaeria och familjen Chaetosphaeriaceae.   Inga underarter finns listade i Catalogue of Life.